# 26693 Katharinecorbin
26693 Katharinecorbin è un asteroide della fascia principale. Scoperto nel 2001, presenta un'orbita caratterizzata da un semiasse maggiore pari a 2,2930311 au e da un'eccentricità di 0,2081194, inclinata di 7,96714° rispetto all'eclittica.